# Лапидаријум у Гучи
Лапидаријум у Гучи је музеј на отвореном надгробника и крајпуташа, основан 1984. године, који се налази у дворишту основне школе „Академик Миленко Шушић”. Овде су, да би били сачувани, али и презентовани на примерен начин, пренети најлепши примерци надгробних споменика и крајпуташа драгачевског краја.
Представља необичан комплекс 33 надгробна споменика и крајпуташа, дела Радосава Чикириза и других самоуких клесара, распоређених у три собрашице, међу којима су и они који се сврставају у најлепше примерке „плаве народне пластике”. Споменици се одликују занимљивим епитафима, али и декоративношћу. На њима су слике ратника, ђака, девојака, трубача, жетелаца и занатлија.
У парку основне школе у Гучи, који је уједно и ботаничка башта, налази се и дванаест монументалнх камених скулптура, које су дела истакнутог вајара Богосава Живковића и његових ученика, међу којима се посебно истиче шест остварења: Вук Караџић, Вукова трпеза, Филип Вишњић, Робље, Устанак и Чамац снова.
Одлуком Владе Републике Србије 2001. године, музеј је проглашен спомеником културе.